# Dorsa Stille
I Dorsa Stille sono un sistema di creste lunari intitolato al geologo tettonico tedesco Hans Stille nel 1976. Si trovano nel Mare Imbrium e hanno una lunghezza di circa 80 km.